# Vanessa Blandón
Beatriz Vanessa Blandón Gallo (Livermore, 2 de noviembre de 1990) es una actriz nacida en los Estados Unidos, de nacionalidad colombiana.

## Biografía
Vanessa nació en el condado de Alameda en Livermore en el estado de California. A la edad de cinco años fue llevada a Bogotá, por sus padres, Beatriz Gallo y Wilmar Blandon. Creció en Bogotá con sus hermanas Joanna, Sarah y Angélica, quien también es actriz. Vanessa hizo su primera serie a la edad de 6 años, Dejémonos de vainas, donde interpretó el papel de Afrodita, una niña prodigio. Después de su primer proyecto, Vanessa continuó con su carrera como actriz apareciendo en series renombradas como El cartel de los sapos y Chica vampiro, entre otras.

## Filmografía

### Televisión
- Dejémonos de vainas (1996)
- Sale y vale (1998)
- Corazón prohibido (1998)
- Alejo, la búsqueda del amor (1999)
- Francisco el Matemático (2000) - Rita
- Rauzán (2000)
- Entre amores (2000)
- Maria Madrugada (2002)
- Milagros de amor (2002-2003) - Natalia Amor
- Pocholo (2008)
- Aquí no hay quién viva (2008) - Adriana (Ep: Eranse unas puertas blindadas 1 y 2)
- El cartel 2 (2010)
- Primera dama (2011)
- Chica vampiro (2012)
- Familia en venta (2013)
- La espera (2013)
- Vikki RPM (2017)
- Amalia (2019)
- Club 57 (2019)
- Decisiones: unos ganan otros pierden (2020)